# Miloš Marić
Miloš Marić (* 5. März 1982 in Titovo Užice) ist ein ehemaliger serbischer Fußballnationalspieler.

## Karriere
Miloš Marić ist seit 2002 Profi, seine erste Profistation war Zeta Golubovci in Montenegro. 2004 wurde Marić’ Talent von Olympiakos Piräus entdeckt, wo er in drei Jahren 57 Spiele absolvierte und zwei Tore erzielte. Mit Olympiakos Piräus errang er von 2005 bis 2007 drei Mal den Meistertitel in der Super League, der höchsten griechischen Liga. Außerdem wurde er 2005 und 2006 griechischer Pokalsieger.
2007 wurde er vom belgischen Erstligisten KAA Gent verpflichtet. Dort war er gesetzter Spielmacher und erzielte in 76 Spielen 17 Tore, davon sechs in der ersten Hälfte der Saison 2009/2010. Trotz der Versuche von KAA Gent, ihrem Mittelfeldspieler einen neuen Vertrag zu geben, wechselte Marić 2010 zum deutschen Bundesligisten VfL Bochum. Hier ersetzte er Shinji Ono. In der Winterpause 2010/11 unterschrieb Marić einen Zweieinhalbjahres-Vertrag beim Lierse SK. Nach Stationen bei Sporting Lokeren und Waasland-Beveren beendete er 2016 seine Spielerkarriere.

## Nationalmannschaft
Marić gab sein Länderspieldebüt am 18. August 2004 gegen Montenegro, wo er 19 Minuten vor Schluss eingewechselt wurde. Danach bestritt er bis 2005 sechs weitere Länderspiele.

## Erfolge
- Griechischer Meister: 2005, 2006, 2007
- Griechischer Pokalsieger: 2005, 2006
- Belgischer Pokalsieger: 2010